# Tau-protein kinaza
Tau-protein kinaza (EC 2.7.11.26, ATP:tau-protein O-hosfotransferaza, moždana proteinska kinaza PK40erk, cdk5/p20, CDK5/p23, glikogenska sintaza kinaza-3beta, GSK, protein tau kinaza, STK31, tau kinaza, tau-protein kinaza I, tau-protein kinaza II, tau-tubulin kinaza, TPK, TPK I, TPK II, TTK) je enzim sa sistematskim imenom ATP:(tau-protein) O-fosfotransferaza. Ovaj enzim katalizuje sledeću hemijsku reakciju
ATP + [tau-protein] {\displaystyle \rightleftharpoons } ADP + O-fosfo-[tau-protein]
Ovaj enzim se aktivira tubulinom.

## Literatura
- Nicholas C. Price; Lewis Stevens (1999). Fundamentals of Enzymology: The Cell and Molecular Biology of Catalytic Proteins (Third изд.). USA: Oxford University Press. ISBN 019850229X.
- Eric J. Toone (2006). Advances in Enzymology and Related Areas of Molecular Biology, Protein Evolution (Volume 75 изд.). Wiley-Interscience. ISBN 0471205036.
- Branden C; Tooze J. Introduction to Protein Structure. New York, NY: Garland Publishing. ISBN 0-8153-2305-0.
- Irwin H. Segel. Enzyme Kinetics: Behavior and Analysis of Rapid Equilibrium and Steady-State Enzyme Systems (Book 44 изд.). Wiley Classics Library. ISBN 0471303097.
- William P. Jencks (1987). Catalysis in Chemistry and Enzymology. Dover Publications. ISBN 0486654605.

## Spoljašnje veze
- Tau-protein+kinase на 